# Villa rustica de la Săcelu
Villa rustica este situată într-o regiune deluroasă străbătută de pârâul Blahnița din județul Gorj . Aici, pe lângă ocupațiile agrozootehnice, se desfășurau și activitățile legate de prelucrarea lutului și a pietrei. 